# Asina nemzetség
Az Asina-klán a Türk Birodalom uralkodó családja volt a 6. századtól, jelentőségében ezen messze túl mutatva. Ezután évszázadokig az eurázsiai sztyeppe birodalmainak – pl. a kazárok, bolgár-törökök – uralkodói közülük kerültek ki, talán a magyar honfoglalókig bezárólag. A klán legrégebb óta nevezetes tagjai Bumin kagán és öccse, Istemi jabgu voltak, utóbbi a nyugati türk részbirodalom ura.

## A klán eredete és a türkök
Egyes nyelvészi vélemények szerint a türkök vezető klánjának neve nem török eredetű. Az Asina nevet a szaka ásseina szóból eredeztetik, aminek jelentése kék. A türk dinasztia magát kök türk vagy gök türk néven emlegette, ahol a kök – a magyarban nem véletlenül – kéket jelent, a régi törökben – nyilvánvaló asszociáció – égit és így szentet is. A türk dinasztia szakrális központja, Bumin kagán székhelye a Hangáj-hegység Ötüken nevű szakrális hegye volt, és ehhez asszociálják a kök türk, mint szent sipka levezetést. Ezt összhangban lévőnek tekintik a türk szó etimológiájával, amit a hotani szakák nyelvében található tturakä (sipkás vagy süveges) jelent, ami egy szakrális hegyre utal az értelmezések szerint.
Az asina szó azonban magából az ótörökből is levezethető, ahol az ečü szó ős jelentésű, és a mai török nyelvek hangváltozásai alapján egy *as szó is feltehető. A köktürk eredetmítosz főhőse Asena, a nőstény farkas, akinek neve tehát egyszerűen „ősanya” jelentésű (ena, ana, ene, eme = anya). Az Ötüken szó szerint az „öreg ház” jelentésű összetétel, vagyis a török „őshaza” megnevezése, amelyet csak átvittek egy konkrét hely jelölésére. A türk szó pedig már az ótörökben is kiterjedt szócsaláddal bír, így idegen eredete nehezen magyarázható.

## A klán későbbi tagjai
Bumin kagán öccse, a nyugati területek társuralkodója, Istemi jabgu ugyancsak a klán tagja volt. Utódai a Türk Birodalom egységének felbomlása után, a nyugati türkök birodalmában felvették a kagáni címet, és a klán sztyeppei szakralitásának támogatásával kormányoztak a szakrális kettős királyság formájában.
A türköknek alávetett népek is kaptak uralkodókat a klánból, így a Kazár Birodalom kagánjai is közülük kerültek ki. 
Valószínűleg hasonló volt a helyzet az onogur-bolgár birodalom alapítója, Kuvrat esetében is, akinek családja, a Dulo-klán az Asina-klán egy ága lehetett. Mindenestere a dunai bolgárok, Kuvrat fia Aszparuh utódai személynévként használták az Asina névből eredeztethető Aszent.
A magyar kettős fejedelemség intézménye mögött is az Asina-klán bújhat meg esetleg, valószínűleg azonban nem az Árpád-ház, hanem a krónikákban a javukra nagylelkűen lemondó Levedi származhatott közülük, vagyis a kazár kagán rokonságából.
A Türk  Birodalmat, azaz az Asina nemzetség uralmát a 740-es években megdöntő ujgurok és karlukok szövetségéből az utóbbiaknak a vezetői szintén az Asina nemzetségből származtak. Az erősebb ujgurok a közös győzelem után a karlukok ellen fordultak, akik 745-ben nyugat felé menekültek. A Türk Birodalom keleti részén az Ujgur Birodalom a nyugati részén pedig 766-ban az Asina-vezetésű Karluk Birodalom jött létre. 